# Каприз по-итальянски
«Каприз по-итальянски» (итал. Capriccio All'Italiana) — фильм-альманах.

## Сюжет
Фильм состоит из шести новелл, снятых различными режиссёрами, в том числе одной анимационной:
1. «Детство», режиссёр — Марио Моничелли, в ролях — Сильвана Мангано.
2. «Воскресное чудовище», режиссёр — Стено, в ролях — Тото.
3. «Почему?», режиссёр — Мауро Болоньини, в ролях — Сильвана Мангано.
4. «Облака — что это?», режиссёр — Пьер Паоло Пазолини, в ролях — Тото, Карло Пизакане, Франко Франки, Чиччо Инграссиа, Лаура Бетти, Нинетто Даволи.
5. «Деловая поездка», режиссёры — Пино Дзак и Франко Росси, в ролях — Сильвана Мангано.
6. «Ревность», режиссёр — Мауро Болоньини, в ролях — Уолтер Чиари.

## В ролях
- Тото — пожилой синьор / Яго
- Франко Франки — Кассио
- Карло Пизакане — Брабанцио
- Чиччо Инграссия — Родриго
- Доменико Модуньо — Ло Спаззино
- Айра Ферстенберг — Сильвана
- Уолтер Чиари — Паоло
- Сильвана Мангано — Бамбина
- Уго Д’Алессио — комиссар
- Энцо Мариньяни — автомобилист
- Нинетто Даволи — Отелло
- Лаура Бетти — Дездемона
- Данте Маджо
- Реджина Сайфферт

## Съёмочная группа
- Режиссёры: Мауро Болоньини, Марио Моничелли, Пьер Паоло Пазолини, Стено, Пино Дзак, Франко Росси
- Продюсер: Дино Де Лаурентис
- Сценаристы: Роберто Джанвити, Адженоре Инкроччи, Пьер Паоло Пазолини, Фурио Скарпелли, Стено, Бернардино Дзаппони, Чезаре Дзаваттини
- Композиторы: Серджо Баттистелли, Рикки Джанко, Марчелло Джомбини, Пьеро Пиччони, Джанни Санджюст, Карло Савина
- Операторы: Тонино Делли Колли, Сильвано Ипполити, Джузеппе Ротунно